# 麦胡图镇
麦胡图镇，是中华人民共和国内蒙古自治区乌兰察布市凉城县下辖的一个乡镇级行政单位。

## 行政区划
麦胡图镇下辖以下地区：
金星村、胜利村、前益村、东胜村、三胜村、三合村、陈永村、陈合村、陈胜村、庆丰村、麦胜村、苜花村和苜胜村。